# Тао-Кларджети
Тао-Кларджетское княжество (груз. ქართველთა სამეფო, греч. Ἰβηρία, арм. Վիրք) — средневековое грузинское феодальное государство в Закавказье, с центром в Артануджи. Существовало между IX и XI веками.
Образовалось в результате арабского вторжения в Грузию, когда Ашот I Куропалат из династии Багратионов, был вынужден переселиться из центральной в юго-западную часть Грузии, на границе с Византийской империи, где он вскоре сформировал оплот против арабских захватчиков. Правители княжества титуловали себя «картвельскими куропалатами», претендуя тем самым на наследство древнейших царей Картли (Иберии).
Адарнасе IV окончательно сумел восстановить грузинскую монархию в 888 году, упраздненную с 580-х годов. Однако Багратионы оставались разделенными на несколько ветвей борясь за первенство в грузинских землях. Тао-Кларджети особенно укрепилось в X веке при Давиде III Куропалате, который являлся одним из инициаторов объединения Грузии. Главными соперниками на этом пути являлись абхазские цари, однако династический союз и дворцовый переворот в 978 году обеспечили абхазский престол в пользу Баграта III, законного наследника Давида Курапалата, который в 1008 году унаследовал Картли от своего отца Гургена и объединил короны Абхазии и Картли, тем самым образовав единое Грузинское царство.
После смерти Давида III в 1000-х гг. его владения в Тао и важнейшая часть династических владений грузинских Багратидов, были отобраны Византийской империей, которая на приобретённых территориях сформировала Иверийскую фему, что впоследствии стало причиной серии конфликтов Грузии с Византией.

## Название
Под названием княжества «Тао-Кларджети» или «Картвельское царство» в грузинской историографии подразумеваются владения грузинских Багратидов в Юго-Западной Грузии. Термин основан на названиях двух важнейших провинций региона — Тао и Кларджети.

## Предыстория

Политическая карта Кавказа, ок. 740 г., после окончания арабо-хазарского конфликта и консолидации власти Омейядов в Закавказье.

В VII веке Грузия попала под власть арабов. В ходе последующих репрессий одни знатные фамилии были уничтожены, другие — возвысились и укрепили своё положение. Самой влиятельной аристократической семьёй стали Багратиды, пришедшие к власти Грузии в VIII веке, примерно через двести лет после того, как персы упразднили предыдущую грузинскую монархию во главе Хосроидов, и через столетие после арабского вторжения на Кавказе. Они происходили из Спери, пограничной области между Арменией и Грузией, ветви которых находились как в Армении, так и в Иберии. Хотя грузинские Багратиды придумали легенду возводящую свой род к библейским царям Давиду и Соломону, они были потомками беглого армянского князя, состояли в родственных отношениях с влиятельными семьями Иберии. Между 786 и 813 годами они унаследовали владения своих вымерших кузенов Гуарамидов на юго-западе Иберии, где создали княжество на границе с Византийской империей, которое включало Кларджети, Джавахети и Тао. На фоне гражданских беспорядков и сепаратистских настроений среди вассалов арабские халифы из династии Аббасидов были вынуждены искать союзников среди местных элит. В 813 году они позволили князю Ашот I возродить Картлийское эрисмтаварство на подконтрольных Гуарамидам землях. Это событие положило начало тысячелетнему правлению грузинских Багратидов. Византийский император в свою очередь присвоил Ашоту титул куропалата. При аналогичных обстоятельствах в 806 году было воссоздано и армянское государство с Багратидами во главе.

## История

### Формирование княжества

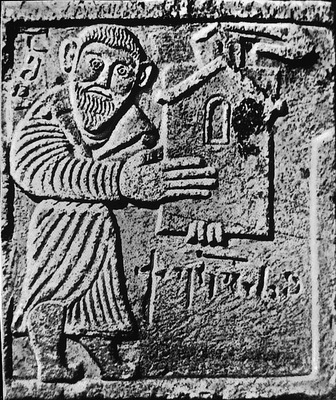
Ашот I Великий держит монастырь в руках. Барельеф монастыря Опиза. 1-я четв. IX в

Между VIII и IX веками, на территории Грузии, формировались различные феодальные государства, конкурирующие за влияние в регионе. Несмотря на восстановление Картлийского княжества с центром в Уплисцихе в 813 году, восточная Грузия оставалась расколотой между конфликтующими властями.
Один из ключевых игроков этого времени был Григол, князь Кахетии, который амбициозно стремился к правлению над всей Грузией. При поддержке цанаров и Тбилисского эмира, Григол начал активное расширение своих владений и вторгся в Внутреннюю Картли (Шида Картли). Ашот I, в союзе со своим зятем, царем Абхазии, решил противостоять Кахетии и её союзникам, успешно расширив свои территории до реки Ксани.
В 818 году, противостоя Тбилисскому эмиру, который отделился от Халифата, Ашот побудил халифа признать его эрисмтаваром Картли и поддержать его против кахетинцев. Вскоре обстоятельства изменились, правитель Арминии — Халид ибн Язид восстановил контроль над Восточной Грузией: эмир Тбилиси был прощен, цанары были сурово наказаны, а арабы, несколько окрепнув, снова попытались взять контроль над Картли.
Спасаясь от арабского вторжения, Ашот I покинул центральную Грузию около 820—823 годов и устроился в юго-западной Грузии, в Кларджети, вместе со своей семьей и сторонниками. Резиденцией Ашота I стал город Артануджи. Здесь он объединил большую часть исторической Юго-Западной Грузии, что впоследствии послужило началом нового феодального государства, игравшего важную роль в истории Грузии.
Ашот I также поддерживал развитие монашеской жизни, оказывая поддержку выдающемуся грузинскому духовному деятелю Григорию Хандзтийскому. Он получил титул "куропалата" от Византийской империи, что фактически признавало его власть. Ашот использовал свои связи с Византией не только для противодействия арабскому влиянию, но и для укрепления своей власти. Византия, в свою очередь, видела в Тао-Кларджети союзника и инструмент для восстановления своего влияния в Грузии.
Трагическая гибель Ашота I наступила в 826 году, когда он собирал войско для борьбы против арабов. После его смерти, его потомство разделилось на три ветви: Адарнасе II (826—869), Баграт I Куропалат (826—876), и Гуарам (826—882).

### Упадок арабского правления и династические войны
В 829-830 годах, Халифат приказал правителю Арминии, Халиду ибн Язиду, вторгнуться в Восточную Грузию с целью подчинить Тбилисское эмиратство. В результате этой экспедиции, арабский полководец лишил Внутреннюю Картли Баграт I Куропалата, основавшего линию Картли-Иберии. Эти события вынудили Баграта изменить свою политическую ориентацию в пользу Халифата. В обмен на помощь против Тбилисского эмира Саака, Мухаммад Халид передал Внутреннюю Картли Баграту в 842 году и был признан эрисмтаваром Картли.
Изменение политического курса Баграта вызвало раскол среди Багратидов. Баграту противостоял его младший брат Гуарам Мампали, что особенно ярко проявилось в середине X века, во время обострения конфликта между Халифатом и Тбилисским эмиратом. Тбилисский эмир попытался отказаться от подчинения Багдаду и прекратил выплату дани. В ответ на это, Аббасиды отправили карательную экспедицию под руководством гуляма Буга аль-Кабира в 853 году. Против Буга аль-Кабира выступили Гуарам Мампали, князь Армении Смбат Багратуни, Кахетинское княжество и Абхазское царство.

В этом походе арабская армия, при поддержке Баграта I, захватила Тбилиси, сожгла его дотла и обезглавила мятежного эмира. После взятия Тбилиси Буга отправил Зирака, чтобы сразиться с абхазским царем. Потерпевший поражение царь абхазов отступил, и именно в это время Зирак пленил Константи-Каху.

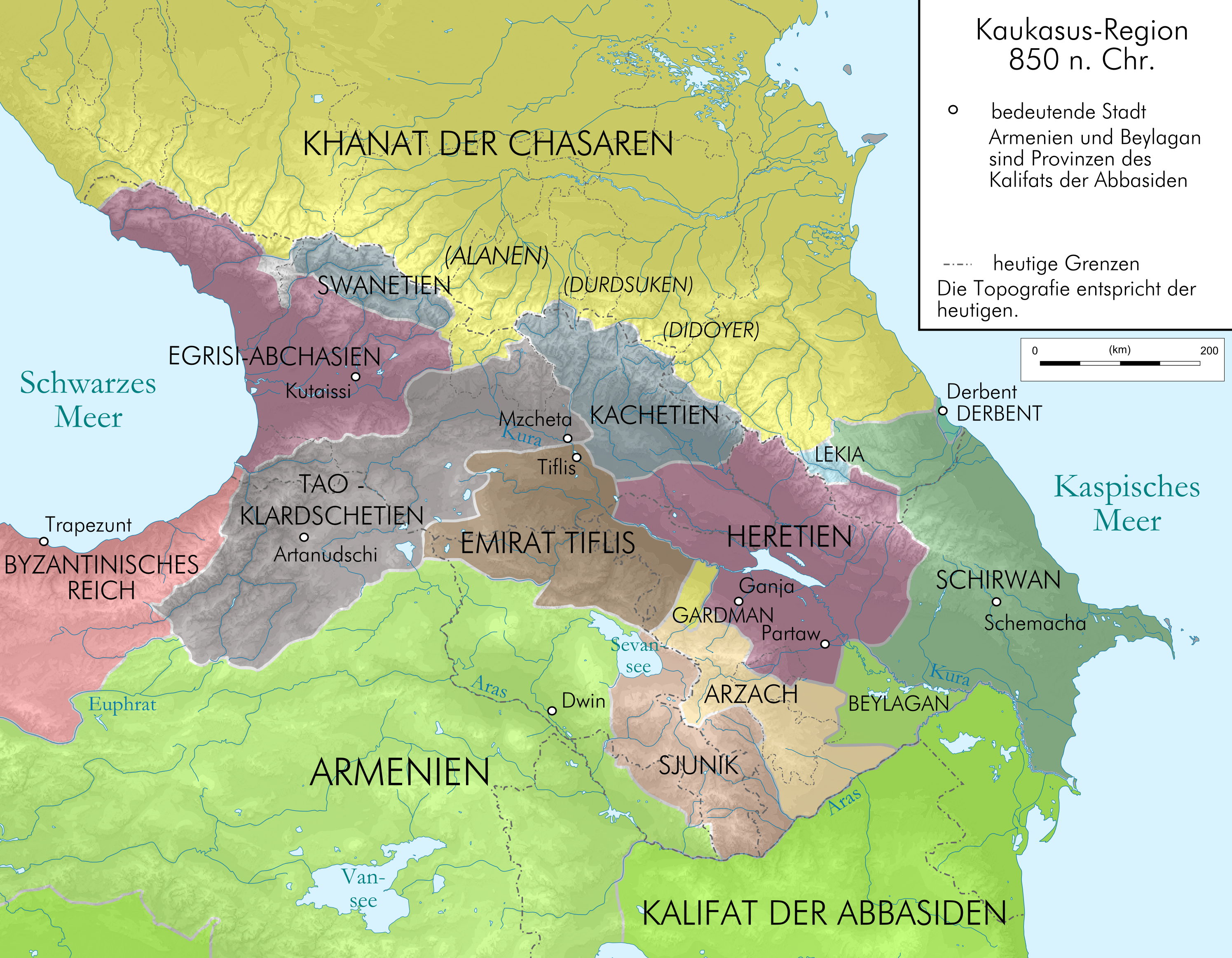
Тао-Кларджети и соседние государства в 850 г.

В 60-х года IX века Георгий I, царь Абхазии, занял Внутреннюю Картли. Преимущества в борьбе за гегемонию над Картли постепенно добилось Абхазское царство, таким образом, абхазские цари становятся главными соперниками Тао-Кларджети. В этот же период Тбилисские эмиры окончательно превратились в самостоятельных владетелей территории, заключающейся в пределах Нижней Картли.
С конца IX века арабское влияние на Кавказе ослабло, и буферные государства в Грузии и Армении стали мощным оплотом против византийских посягательств.
В 870-е годы возникли острые конфликты между двумя домами — Гуарама Мампали и Баграта. Липарит Багваши, изгнанный из Абхазии князь, основал цитадель Клдекари во владениях Гуарама и установил эриставство под сюзеренитетом племянника Гуарама, Давида I. Это вызвало недовольство Насры, законного наследника Гуарама, и в 881 году Насра убил своего двоюродного брата Давида.
В ответ на это, сыновья Баграта, в том числе Липарит, союзники их семьи начали мстить за Давида и изгнали Насру из страны, захватив его владения. Насра был вынужден бежать в Византию, а царь Абхазии, Баграт I, который был шурином Насры, получил помощь от Византии и вторгся во владения грузинских Багратидов. Официальной причиной войны стала поддержка Насры. Ашот I, царь Армении, вмешался в конфликт, поддержав сына Давида I, Адарнасе. Таким образом, династическая вражда Багратидов превратилась в региональный конфликт. Насре удалось захватить Самцхе, но в итоге он был побеждён.

### Восстановление царства

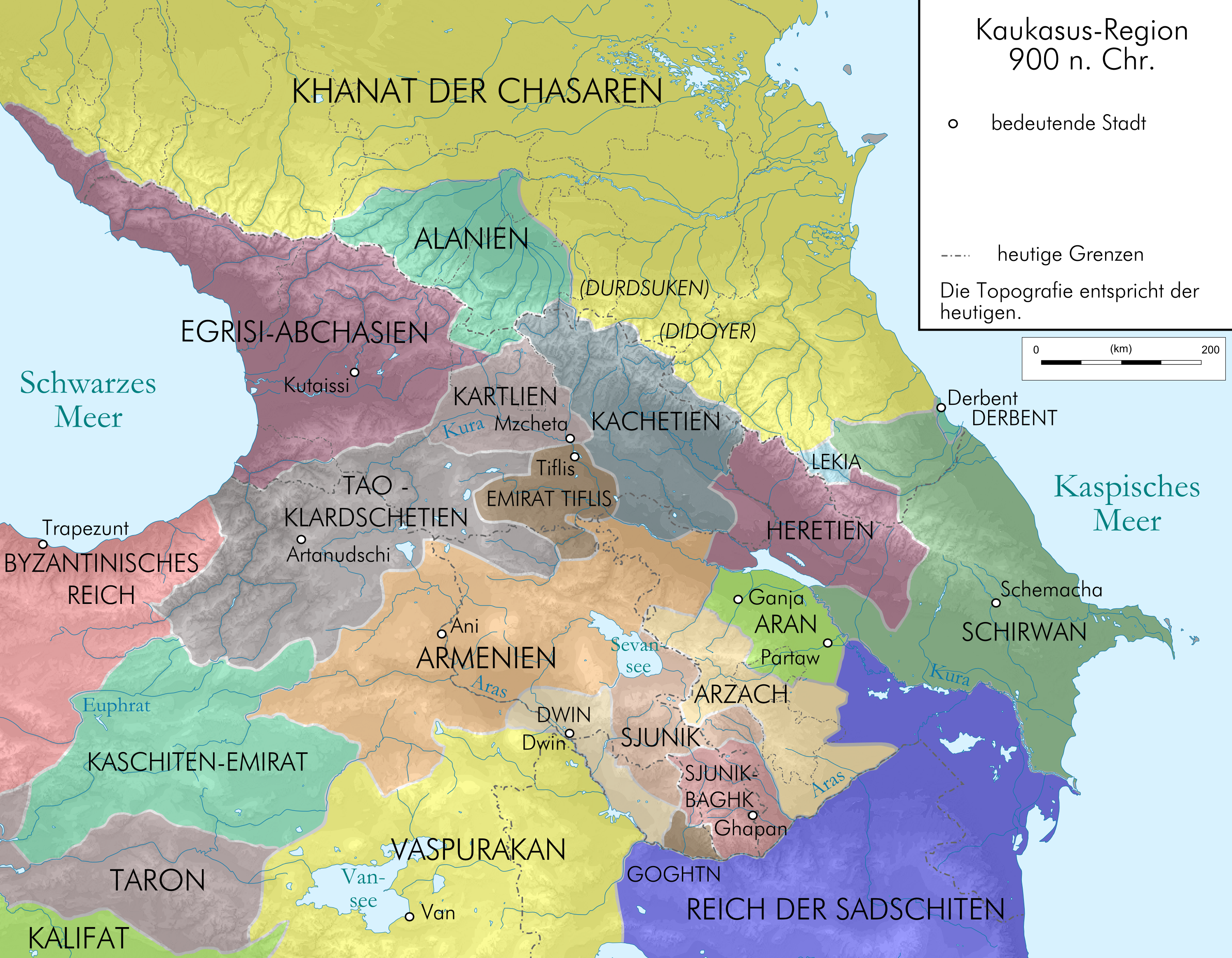
Тао-Кларджети и соседние государства в 900 г.

Поскольку Адарнасе был ещё несовершеннолетним, византийский император — в соответствии с политикой разделения — назначил в качестве куропалата не Адарнасе, а его двоюродного брата Гургена I, князя верхнего Тао. Не будучи куропалатом и имея перед собой пример Армении, Адарнасе в 888 году восстановил грузинское царство и принял титул «царя картвелов» (царь Грузин). Этот акт означал провозглашение политической независимости и был направлен против агрессивных устремлений Византии, а во-вторых, дом Багратиони отстаивал свое исключительное право на владение Картли и подавлял возможные претензии грузинских и иностранных соперников на эти земли.
Отношения между Адарнасе и Гургеном стали напряженными, что позже переросло в открытую войну. Гурген был смертельно ранен и захвачен, Адарнасе и его союзником Багратом I, князем Кларджети в 891 году. Византийское правительство приспособилось к обстоятельствам и после смерти Гургена в 891 году признало Адарнасе в качестве куропалата. Адарнасе продолжал союзничество с Ашотом I, царём Армении, что продолжалась в правление преемника Ашота — Смбата I, которому Адарнасе помог завоевать корону в династической борьбе в 890 году. В свою очередь, Смбат признал царственный статус Адарнасе и лично короновал его в 899 году.

В начале X века Константин III, царь Абхазии, пошел походом в Картли и назначил там своего эристава. С этого времени Внутренняя Картли в течение долгого времени находилась в руках абхазских царей. В 904 году союзники совместно воевали против Константина III, их общего родственника, который конкурировал с Адарнасе за гегемонию во Внутренней Картли и со Смбатом в Нижней Картли. Адарнасе захватил Константина и передал его Смбату. Но последний, пытаясь уравновесить растущую мощь Адарнасе и во избежание «абхазо-картвельской» консолидации, освободил своего пленника. Между царем Армении и Константином III был заключен мирный договор, по которому царь абхазов вернул себе «Уплисцихе и всю Картли». Этот договор был скреплен династическим браком. Этот шаг повернул Адарнасе против Смбата, и последовавший за этим разрыв и вражда ослабили обоих монархов: в 904 году Адарнасе был лишен внутренней Картли, в то время как Смбат был побежден и замучен до смерти Юсуфом ибн Абу-с-Саджида, правителем Азербайджана в 914 году.

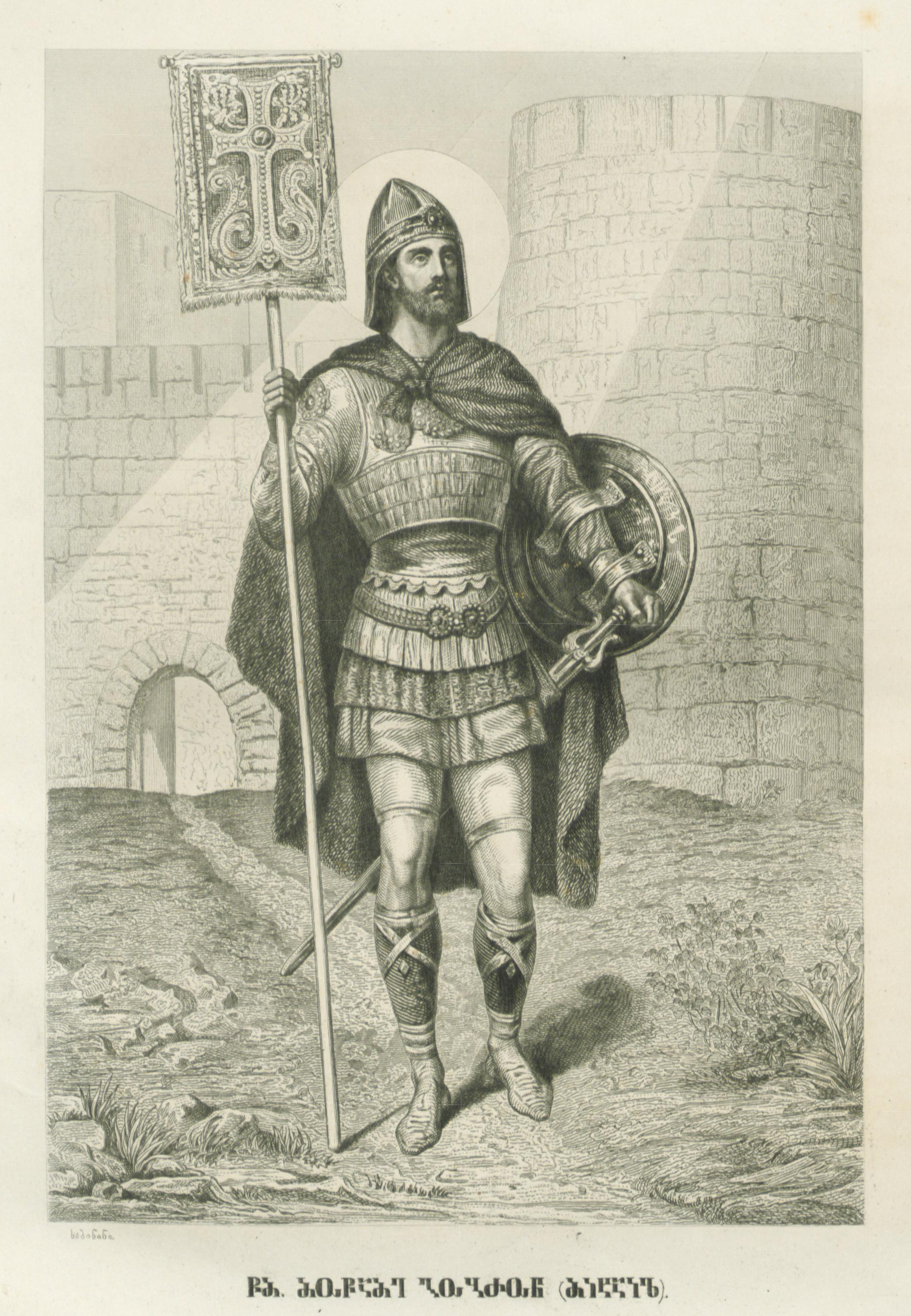
Михаил-Гоброн, авт. М. Сабинин — «Рай Грузии», ок. 1882 г.

Вскоре после этого, между 908 и 914 годами, Юсуф ибн Абу-с-Садж от имени Халифата вторгся в Грузию из Армении. Он прошел через Тбилисский эмират в Кахетию, откуда двинулся в Картли, который тогда находился под контролем Константина III, царя Абхазии: последний разрушил цитадель Уплисцихе, после чего Йусуф вторгся в Самцхе и Джавахетию. Не сумев овладеть крепостью Тмогви, эмир осадил Квели, находившуюся тогда во владении князя Гургена II. Крепость Квели продержалась 28 дней: молодой командир Гоброн оказал ожесточённое сопротивление, но в конце принял мученичествую смерть от руки Юсуфа. Нашествия Юсуфа ибн Абу-с-Саджида нанесли стране огромный урон, но он не смог восстановить арабское налогообложение и гегемонию, как это было в случае Буге в 853 году. Тем не менее господство арабов в Грузии подошло к концу. Именно в этот период Византийская империя активизировала дипломатическую деятельность на грузинском и армянском направлениях. Лидерство Адарнасе подверглось серьёзному испытанию после 918 года, когда начал усиливаться Гурген II, князь верхнего Тао.
- - Давид II (923—937)
  - Ашот II (937—954)
  - Баграт I (941—945) унаследовал Гургена II (918—941).
  -  Сумбат I (ок. 954—958)

В отличие от своего отца, царь Давид II не носил византийского титула куропалата, который был передан Ашоту II. У Давида был только титул магистра, который он разделял со своим родственником Гургеном II, князем Верхнего Тао. После смерти Давида II в 937 году Тао-Кларджети и претензии на Картли перешли к его брату Сумбату I, который в последний год своей жизни стал куропалатом, когда умер Ашот II в 954 году. В 958 году сын Сумбата I Куропалата — Баграт II, унаследовал титулы своего отца (кроме куропалата) и управлял только Нижним Тао. Титул куропалата перешел к Давиду III, двоюродному брату Баграта II. Баграт часто проявлял себя как сотрудник Давида III, самого влиятельного среди Багратидов того времени. Баграт II также вступил в союз с абхазцами, а его сын был женат на Гурандухт, дочери абхазского царя Георгия II.

### Возрождение

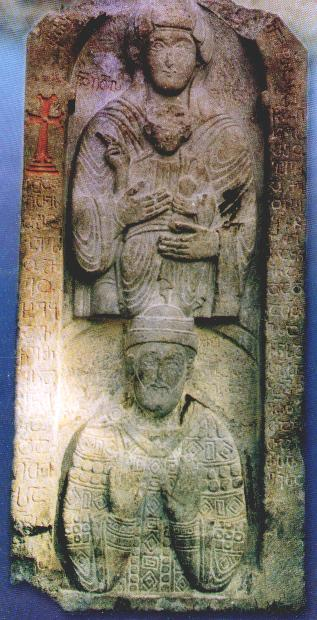
Давид III Великий на барельефе из монастыря Ошки.

После кратковременного периода феодальной раздробленности, в середине X века царство достигло вершины своего могущества при куропалате Давиде III, который оказал важную услугу византийскому императору Василию II во время великого восстания Варда Склира в 979 году. Давид укрепил императорского полководца и его старого друга, Варда Фокаса, с 12000 войском под командованием Торникия. В награду Давид получил в пожизненное владение обширный участок земли в Византийской Армении, простирающийся от Тао до озера Ван, включая город Феодосиополь. Ещё одной наградой за лояльность Давида стало выделение императорских средств на основание грузинского монастыря на Афоне. Армянский историк Степанос Таронский об Давиде:
Великий куропалат Давид превосходил всех государей нашего времени своим сердоболием и миролюбием. Давид установил мир и добронравие во всех восточных странах, особенно в Армении и Грузии. Он положил конец беспрестанно возникавшим войнам и победил все живущие вокруг народы
С твердым намерением объединить все грузинские земли, при поддержке Иоанна Марушисдзе, Давид около 975 г. сделал своим наследником Баграта III — будущего царя объединенной Грузии, кого Давид установил в качестве правителя в Картли (с 975 года), а затем царём Абхазии (с 978 года) и помог отцу Баграта — Гургену, стать царём Картли-Иберии после смерти Баграта II в 994 году.

### Отношение с Византией

Кавказ и Ближний Восток в 884—962 гг.

В годы правления Македонской династии и особенно в первой половине X века — Лев VI, Роман Лакапин и Константин VII Багрянородный — византийцы расширялись на восток, подчиняя различных арабских эмиратов. В этих походах византийские императоры просили помощи у иберийцев (грузин), которые, имея славу способных воинов внесли свой вклад в военных походах и занимали соседние крепости. Константин VII Багрянородный в своей работе «Об управлении империей» описывающий стран и народов, граничащих с империей, выделяет Херсонес, княжества Армении и Иберии среди вассалов, ориентирующихся в своей политике на интересы Византии, но абсолютно неподконтрольные во внутренних делах. Отношения с империей не выходили за рамки своеобразного «союза старших и младших царств», что нисколько не мешало грузинским политическим образованиям проводить достаточно независимую политику, которая часто противоречили интересам Византии на Востоке.

Первые споры с Византией возникли когда византийцы около 920 года пытались захватить город Артануджи, это не только втянуло императора в спор между Ашотом Кискаси и его зятем Гургеном, но и объединило Гургена с кузенами. Император был вынужден отступить, поскольку иберы пригрозили разорвать союз и вступить в союз с арабами.

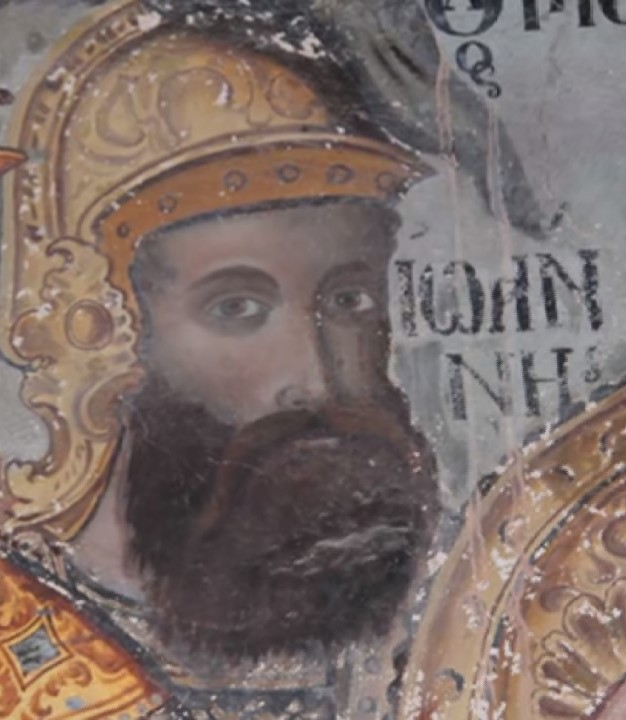
Фреска Иоанна-Торникия в Иверонском монастыре на Афоне.

Очередной спор с Византией произошел из-за Феодосиополя. Иберийцы отказывались помогать византийцам, так как у них были дружеские отношения с жителями Феодосиполя, а также из за того, что, не хотели расширять византийское влияние. Хотя Феодосиополь и был в сфере интересов Византии — Роман Лакапин и Константин VII — очевидно, были готовы позволить Багратидам, в данном случае Ашоту II, завладеть им. Константин даже издал хрисовул, где он давал право Ашоту владеть «всеми местами агарийцев (греч. Ἀγαρηνοί)», которых он, и его племянник могли бы своими силами подчинить. В 949 году византийцам удалось захватить город и вдоль Аракса установить пограничную линию с Иберией. Во второй половине X в. в Византийской империи «все важнейшие военные позиции занимали армяне и грузины». После ослабления арабов и расширения границ империи на восток, византийцев уже не устраивало усиление грузинских царств и княжеств. Недостаток силы Тао-Кларджетии для противодействия византийцам компенсировался идеологической, политической и культурной помощью объединения грузинских земель в единое царство.
Ещё один конфликт с Византией возник во время восстаний Варды Фоки (989), в котором Давид III Куропалат участвовал на стороне восставших против императора Василия II (976—1025). Император Василий II попросил помощь у киевского князя Владимира, обещая отдать ему в жены свою сестру Анну. Хотя Давид оказал большую помощь Василию в борьбе с другим мятежником Вардой Склиром (979), десятилетие спустя, принужденный к покорности, бездетный Давид III в 990 году завещал свои владения Византии. Согласно В. Васильевскому, грузины Варды Фоки потерпели поражение от вновь созданного русского корпуса, который заменил грузин в Византийской армии. Василий II объявил себя наследником Давида, однако с грузинской точки зрения византийцы не могли оправдать притязания на первоначальные владения Давида. В любом случае Византия рассматривала Тао-Кларджети как неотъемлемую часть своей восточной обороны, которая также могла служить плацдармом для византийских наступлений на Армению и для сдерживания восходящего Грузинского царства. После смерти Давида (1000 г.) Василий II лично встретился с Багратом и его отцом Гургеном II и достиг соглашения о разделе Тао: его южная часть позднее вошла в состав фемы Иверия, тогда как северная досталась Баграту III. Император Василий II должен был признать наследственные права картлийских царей в Тао-Кларджети, в результате чего Баграт III стал Куропалатом. В результате политический центр Грузии переместился на север, как и большая часть грузинской знати.

### Формирование единого Грузинского царства

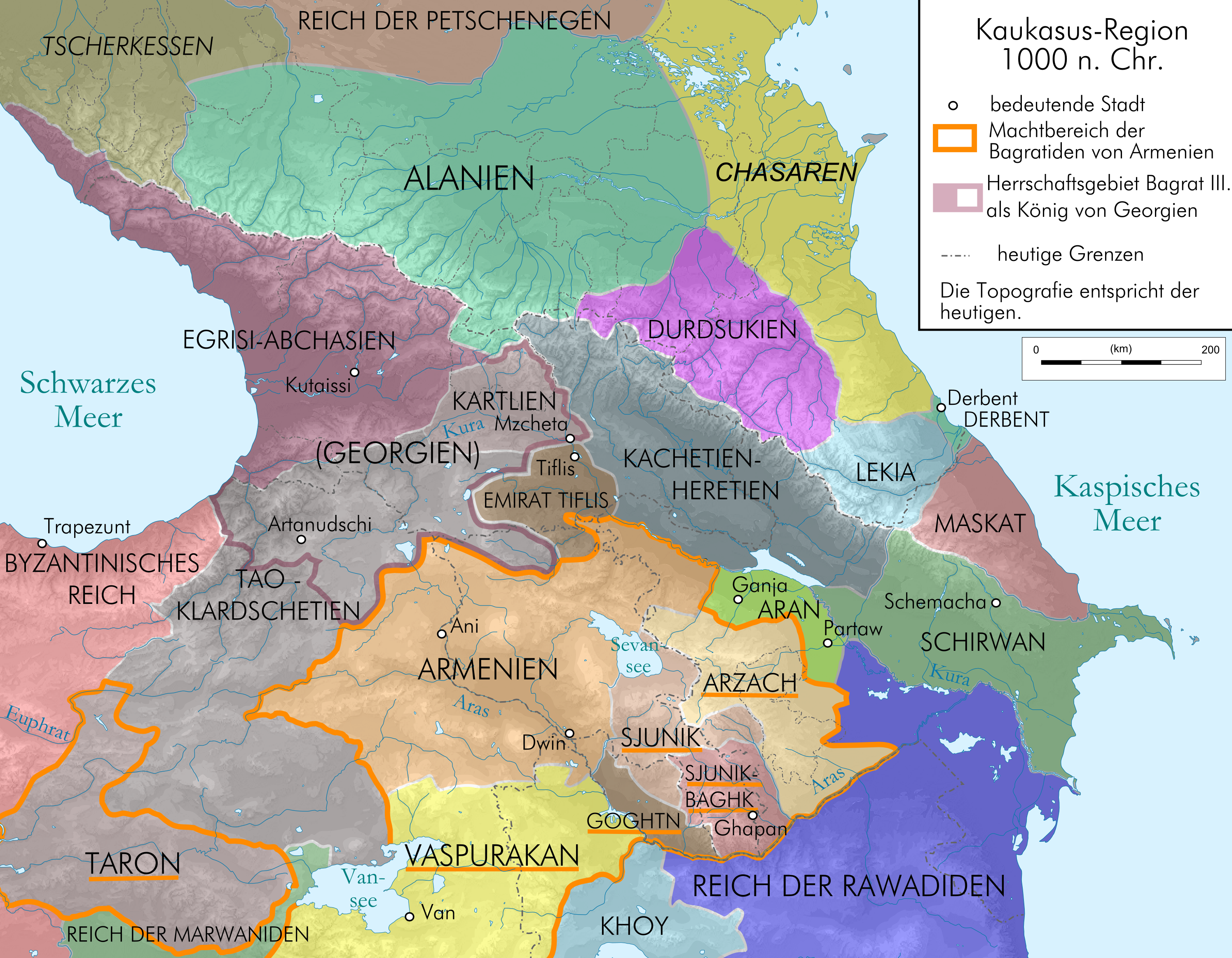
Объединение с Абхазским царством в 1000 г.

В начале 980-х годов Баграт III стал номинальным царем объединённой Грузии, а фактически к 1008 году. В 1008 году после смерти отца Гургена — Баграт III стал первым правителем единого грузинского царства. Столицей объединённой Грузинской монархии стал Кутаиси. Царствование Баграта, важнейший период в истории Грузии, привело к окончательной победе грузинских Багратидов в многовековой борьбе за власть. Стремясь создать более стабильную и централизованную монархию, Баграт ликвидировал или, по крайней мере, уменьшил автономию династических князей. В его глазах наиболее вероятная внутренняя опасность исходила от линии Кларджетинских Багратидов. Хотя, похоже, последние признавали суверенитет Баграта, они продолжали называться царями и суверенами Кларджети. Чтобы обеспечить преемственность своему сыну, Георгию I, Баграт заманил своих двоюродных братьев — Сумбата и Гургена — под предлогом примирительной встречи в замок Панаскерти и бросил их в тюрьму в 1011 году. Их дети — Баграт, сын Сумбата, и Деметре, сын Гургена, — бежали в Константинополь.

## Территория

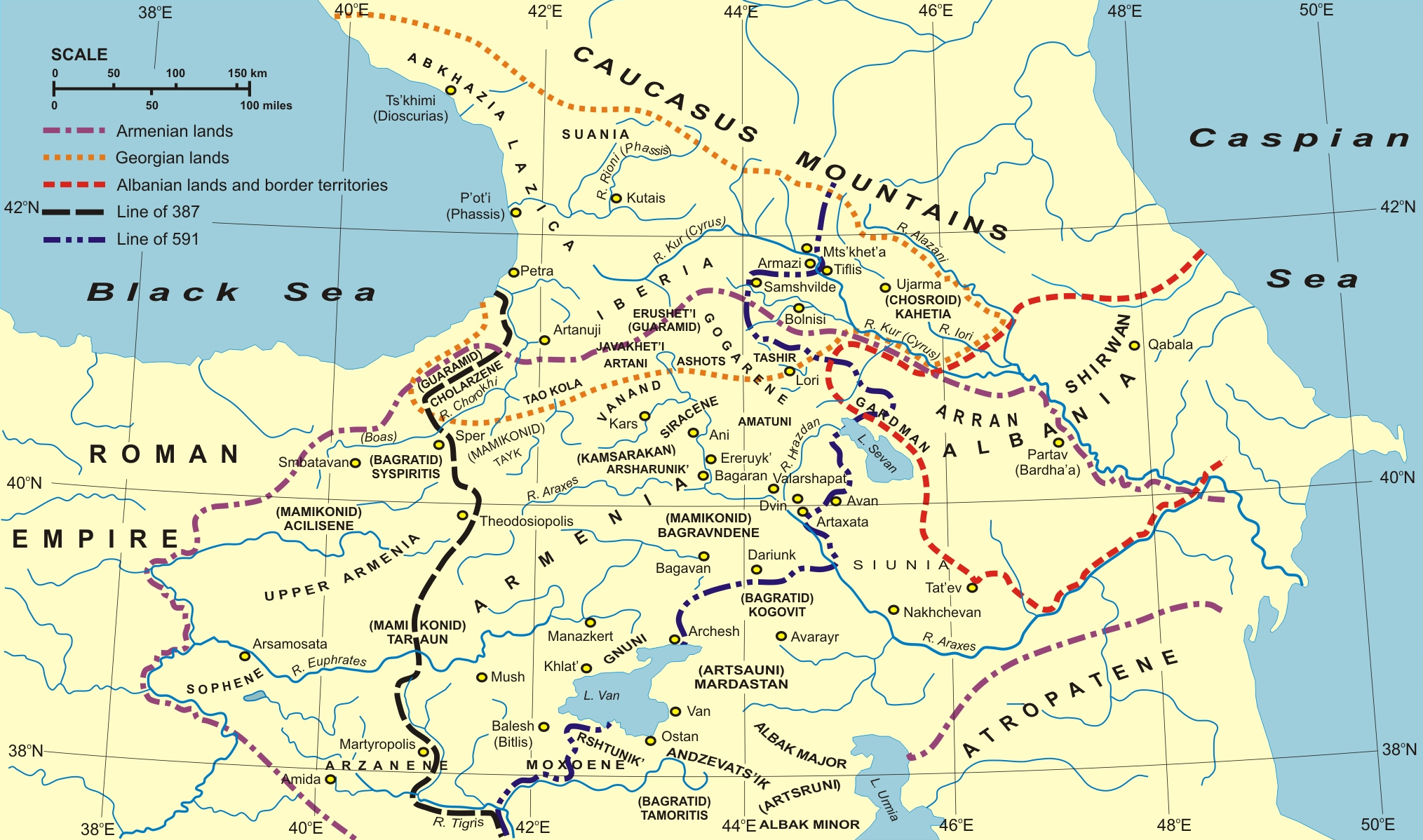
Закавказье в IV—VI веках по «Кембриджской истории Древнего мира»

По предположению К. Туманова, после 772 года Тао, принадлежащая тогда роду Мамиконянов, была разделена на две части։ Верхняя Тао была приобретена Багратидами; Нижняя, вместе с Асиспори, отошла к Гуарамидам.
После 772 года иберийские Багратиды овладели областями Артаани и Эрушети.
К. Туманов пишет: «Адарнасе, сын Васака — младшего брата Смбата VII, переселился в Иберию после 772 года. Там он приобрел земли Эрушети и Артани (Ардахан), а на рубеже веков унаследовал государство Гуарамидов, включавшей Кларджети, Джавахети и северный Тайк, или Тао, ранее взятые у Мамиконянов».  Тот факт, что Адарнасе прибыл в Грузию, что он просил лан у царя Арчила и стал его вассалом, показывает, что он был изгнан из Тао другими Багратидами или, возможно, князем Мамиконяном; но, став родственником грузинского царствующего дома, его положение настолько укрепилось, что он смог вернуть свои владения в долине Чорох и проложить путь своему сыну Ашоту I к власти в Грузии.
Примерно между 786—807 годами иберийские Багратиды унаследовали княжество Гуарамидов, включавшее Кларджети, Джавахети и Тао. В результате, примерно между 786—807 годами: Нижний Тао, вместе с Арсеацпором (груз. Асиспори) в Верхнем Тао, перешла к иберийским Багратидам. Весь Тао окончательно был объединен в 813 году. С этого времени Тао переходит от армянской политической сферы в грузинскую.
Вначале в состав княжества входили Кларджети, Шавшети, Ачара по рекам Чорох — Спери (Испир) и собственно Тао, по верхнему течению рек Кур — Кола, Артаани, Самцхе и Джавахети. Границы княжества простирались не только на всю долину Чорох, но и на Восточную Грузию (Шида Картли), господство над которой также оспаривалось эмиром Тифлиса и правителем Кахетии.
В 952 году византийский император Константин Багрянородный в своей работе «Об управлении империей» писал, что граница между Византией и Тао-Кларджети проходила по реке Аракс (примерно с 949 года).
Согласно сообщениям исторических источников за оказанную помощь в подавлении мятежа Варда Склира Византия передала Давиду III Куропалату ряд областей. Согласно Степаноса Таронеци к ним относились Халтой Арич, «со (своей) клисурой», Чормайри, Карин, Басеан и крепости Севук в Мардали, Харк и Апахуник. В. Степаненко и К. Юзбашян полагают, что Давид в реальности получил только Карин-Феодосиополь, так как Басеан уже находился в составе Тао, Халтой Арич и Чормайри предположительно были под сюзеренитетом Давида, а Харк и Апахуник принадлежали Мерванидам, их ещё предстояло отвоевать (что и произошло в 992—993 гг.). С. Рэпп и Р. Эдвардс напротив, утверждают, что Харк и Апахуник уже де-факто находились под контролем Давида. Между 990 и 991 Давид овладел Манцикертом. В 997—998 годах войска Давида безуспешно осаждали Хлат.

## Население

### Общество
В княжестве параллельно сосуществовали как объединённые в сельские общины свободные производители и частные собственники, так и закрепощенные производители — глехи (крестьяне). В этот же период, в связи с развитием крупного феодального землевладения, к началу X века завершился процесс формирования феодального класса — азнаури — и произошло закрепощение свободных производителей. К азнаурам принадлежат — дидебули, пока ещё не выделенные в отдельное сословие и именуемые — дидебули азнаури («вельможные азнауры»). Ниже азнауров стоят лично свободные мсахурни (служилые), находящиеся на службе у царя или вельможного азнаура. Ко времени укрепления феодальных отношений азнауры являлись одной из составных частей социально господствующего слоя. Церковная власть и духовенство имели огромный авторитет, с которым необходимо было считаться. Они стремились к независимости от светской власти и даже пытались превосходить её, стараясь взять в свои руки управление страной. Церковь объединяла территории и противодействовала фактору дробления и перегруппировки земель под властью различных политических руководителей. Монастыри богатели за счет пожертвований. Они были частью феодальной системы в том смысле, что могли иметь собственных крепостных. Национальное объединение, проводимое Багратионами, было поддержано церковью, мелким дворянством и растущим купечеством.

### Демография

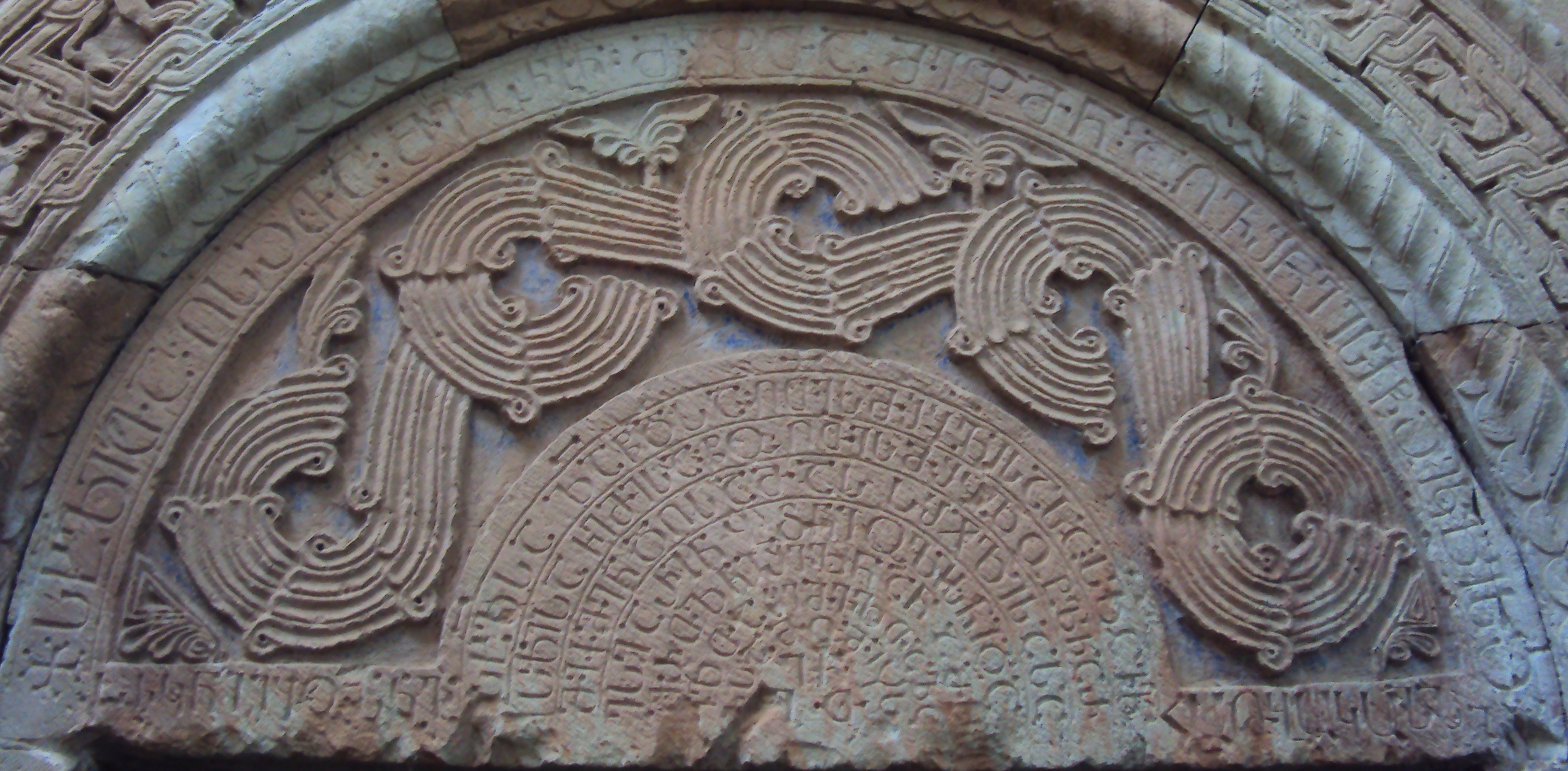
Ишхани, надпись Асомтаврули (1006 г.), с грузинским и армянским летоисчислением.

Согласно  С. Раппу, Тао-Кларджети было населено грузинами, армянами и в меньшей степени греками. Яна Чехановец считает население Тао-Кларджети смешанным армяно-грузинским.
Накануне создания княжества армяне проживали в основном в Тао, особенно в южной части области, где они составляли большинство, тогда как северная часть была в основном грузинским. Согласно Алисон Вакка, Тао традиционно являлся этнически смешанным регионом. Как отмечает Кшиштоф Стопка, большую часть населения Тао, отошедшего от Армении к Грузии в VIII столетии, составляли армяне. Согласно В. Степаненко, в эпоху арабских завоеваний население Тао было преимущественно армянским. Арабские нашествия, однако, привели к масштабному разорению и опустошению области. В IX веке начинается приток грузинского населения, Тайк постепенно превращается в Тао. В результате, согласно В. Степаненко, демография Тао изменилась в пользу грузин, которые к концу X века уже составляли большинство, однако здесь также оставалось заметное армянское население. Как отмечает «Оксфордский словарь Византии», переселение грузин в Тао в IX веке описано в «Житии Григория Хандзтели». Согласно С. Раппу, после захвата арабами Восточной Грузии и её столицы Тбилиси значительное количество картвелов мигрировали на юго-запад в Тао-Кларджети. С. Рапп отмечает, что в результате этой оккупации возможно тысячи представителей светской и религиозной элиты покинули регион: «в течение следующих двух столетий был создан Картли в изгнании, который я называю нео-Картли». И. Дорфман-Лазарев уточняет, что переселение вначале шло в области севернее Тао, где преобладало грузинское население, а впоследствии миграция сместилась на юг и юго-запад, в области где проживали преимущественно армяне.
Часть армян Тао-Кларджети в религиозном отношении была халкидонитами, часть — монофизитами. После отторжения от Армении «грузинская» халкидонитская догматика распространилась среди местных армян Тао. Хотя «обращенные» продолжали использовать армянский язык в качестве языка своей литургии, они подчинялись церковной власти католикоса Грузии и считали своих соотечественников, не покинувших национальную юрисдикцию — «еретиками-монофизитами». Н. Алексидзе отмечает, что оставаясь этническими армянами, однако выйдя из юрисдикции национальной церкви, это население приобретало особую идентичность, которая в современных исследованиях характеризуется как армяно-халкидонская. Последние осуществляли переводы агиографических произведений с армянского на грузинский язык. Эта литературная деятельность была направлена на армянские общины Тао, которые согласно Г. Чеишвили к тому времени почти утратили свою идентичность. В некоторых грузинских рукописях встречаются также армянские слова и термины. По словам В. Степаненко «Все это — свидетельства того двуязычия, которое неминуемо должно было сформироваться в Тао вследствие его грузинской колонизации.». Грузинская рукопись X века, содержит образцы армянского диалекта области. Элизабет Редгейт, со ссылкой на российского историка Арутюнову-Фиданян отмечает, что армяне-халкидониты избегали слияния или их идентификации со своими грузинскими и греческими единоверцами. Средневековые византийские авторы называли всех халкидонитов Южного Кавказа, включая армян — «иверами», то есть грузинами.

## Экономика

Реконструкция серебряной монеты Давида III Куропалата (реверс) с изображением Животворящего Креста воздвигнутым на четырёхступенчатом постаменте, посередине ветвей которого помещены четыре знака Асомтаврули — «ႩႮႲႨ» (Куропалат).

В VIII веке территория княжества сильно пострадала от арабского нашествия и эпидемий, что повлияло на сокращение численности населения и стало причиной исчезновения городов и сел. После сформирования княжества, Ашот восстановил город Артануджи, который стал важнейшим политическим центром. Небольшие города с плотным населением существовали в регионе Тао. Независимость от Византийской и Арабской империй сильно пошла на пользу государству, так как оно означало, что не было высоких налогов. Особенно важным результатом освобождения от двух империй стало развитие Артануджи как большого торгового города. Богатея за счёт торговли по Великому шёлковому пути, Артануджи превратился в крупный торгово-ремесленный центр Грузии. Обстоятельное описание города в X веке оставил Константин VII Багрянородный в сочинении «Об управлении империей»:
Артануджская крепость очень крепка и имеет большой посад и также город. И туда прибывает товар из всех земель Трапезунда, Иберии, Абхазии, Армении и Сирии. И с этих товаров он получает большие пошлины. Артануджская земля, т.е. Арзен, велика и плодородна и является ключом Иберии, Абхазии и страны месхов
Торговля велась в основном с Византией и соседними странами, в частности с Абхазией, Арменией и с другими мусульманскими странами Ближнего востока. Город находился на важнейшем торговом пути, ведшем из Феодосиополя к Черноморскому побережью. От Чёрного моря (вблизи Хопе) торговый путь шоль через Борчху и Артвин до Ардахана, от которого одна ветвь шла на восток в восточную Грузию, находящуюся в то время в основном в руках арабов, а другая — в Карс и в остальную часть Армении. Выращивание различных сельскохозяйственных культур, способных удовлетворить потребности соседних стран, способствовало развитию интенсивного обмена. Есть основания полагать, что страна экспортировала хлеб и другие сельскохозяйственные продукты — вино, фрукты, скот, шерсть и т. д.. Также в княжестве, особенно в Месхетии, было развито скотоводство. В это время распространялись византийские монеты на территории княжества, они циркулировали вместе с арабскими монетами, которые чеканились по всей региону после арабского нашествия. Чекан местной грузинской монеты был восстановлен Давидом, что говорит о экономическом подъёме государства.

## Культура
«всей Картли считается та страна, в которой церковную службу совершают и все молитвы творят на грузинском языке, а кюри[е]лейсон произносят на греческом языке»
Стивен Рапп отмечает, что картвельцы, среди которых были священники и представители культурной элиты, уходя от преследования арабов, эмигрировали на юго-запад в том числе в Тао-Кларджети. Впоследствии эти области стали важным центром развития картвельской культуры и литературы. В этой «новой Картли» картвельские переселенцы столкнулись с преобладающим армянским населением. Взаимодействие и взаимопроникновение культур, наряду с сильным византийским влиянием, способствовали культурному подъёму. Эти процессы подготовили почву для последующего объединения грузинских земель под руководством «картвелизованной» ветви дома Багратидов.

### Религия

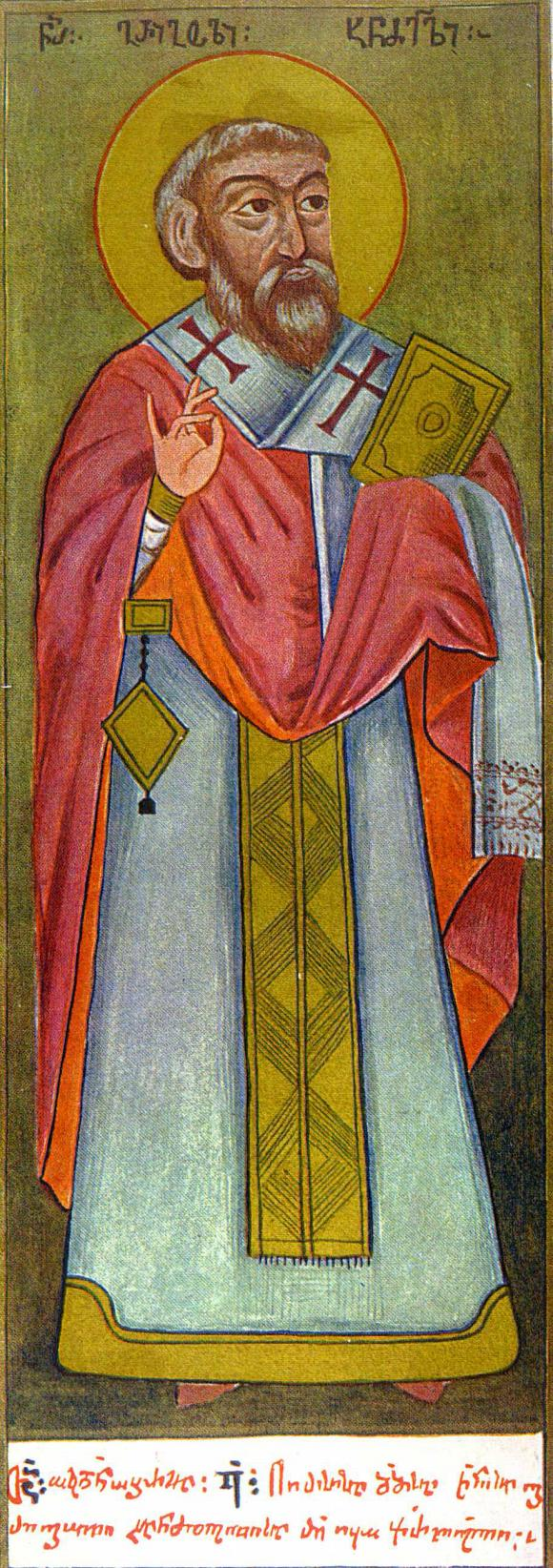
Григорий Хандзтийский, Миниатюра XVIII века из Грузии.

Главной идеологической опорой княжества стала церковь, которая поддерживала патриотическое движение против арабских завоевателей. Это движение было возглавлено Григорием Хандзтийским, который стал архимандритом двенадцати монастырей в Кларджети. Эти монастыри Николай Марр характеризовал как «монашескую республику» возглавляемую Григорием Хандзтийским. Современники называли Григория «славой картвелов, светилом, озаряющим край». Систему монастырей также называли «грузинский синай». Консолидация картвельской церкви в Тао-Кларджети имела огромное значение. Она способствовала объединению различных грузинских народностей и земель, предшествовала политическому объединению Грузии Багратидами в первые годы XI века. С. Рапп отмечает, что именно с этого времени можно говорить об истинно грузинском царстве и грузинской церкви.

### Зодчество
Если изначально древняя грузинская архитектура с одной стороны была тесно связана с Византией, в частности с Сирией и с другой стороны с Ираном, то теперь в IX—X вв. она уже становится самобытной. С VIII веке в Южной Грузии особое распространение получила монастырская жизнь, где были основаны такие крупные монастырские центры, как Опиза, Ишхани, Ошки, Бана, Цкаростави, Хандзта, Хахули, Шатберди, Зарзма и др. Особую ценность представляет храм Ошки X века, первый из четырёх Великих Кафедралов (в настоящее время находится на территории Турции). По сей день эти церкви представляют собой апогей грузинской цивилизации в восточной Анатолии.

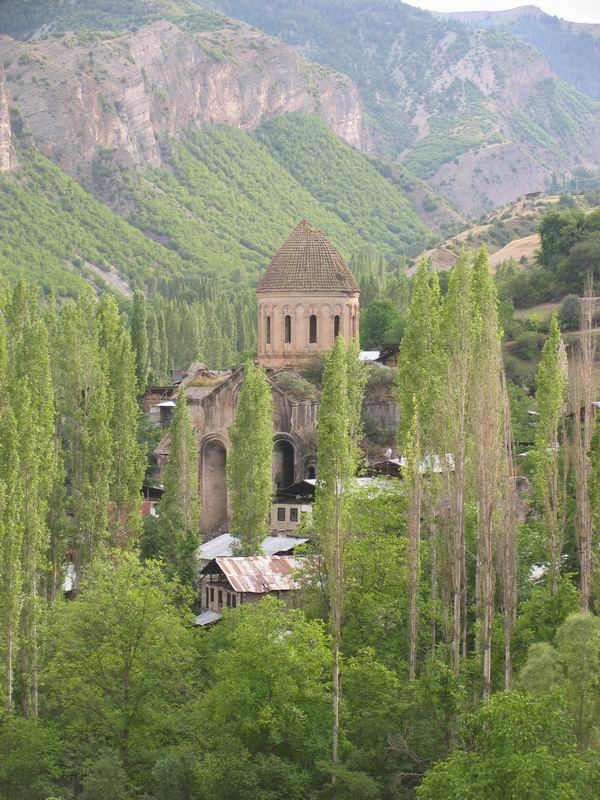
Православный собор Ошки (958—964)
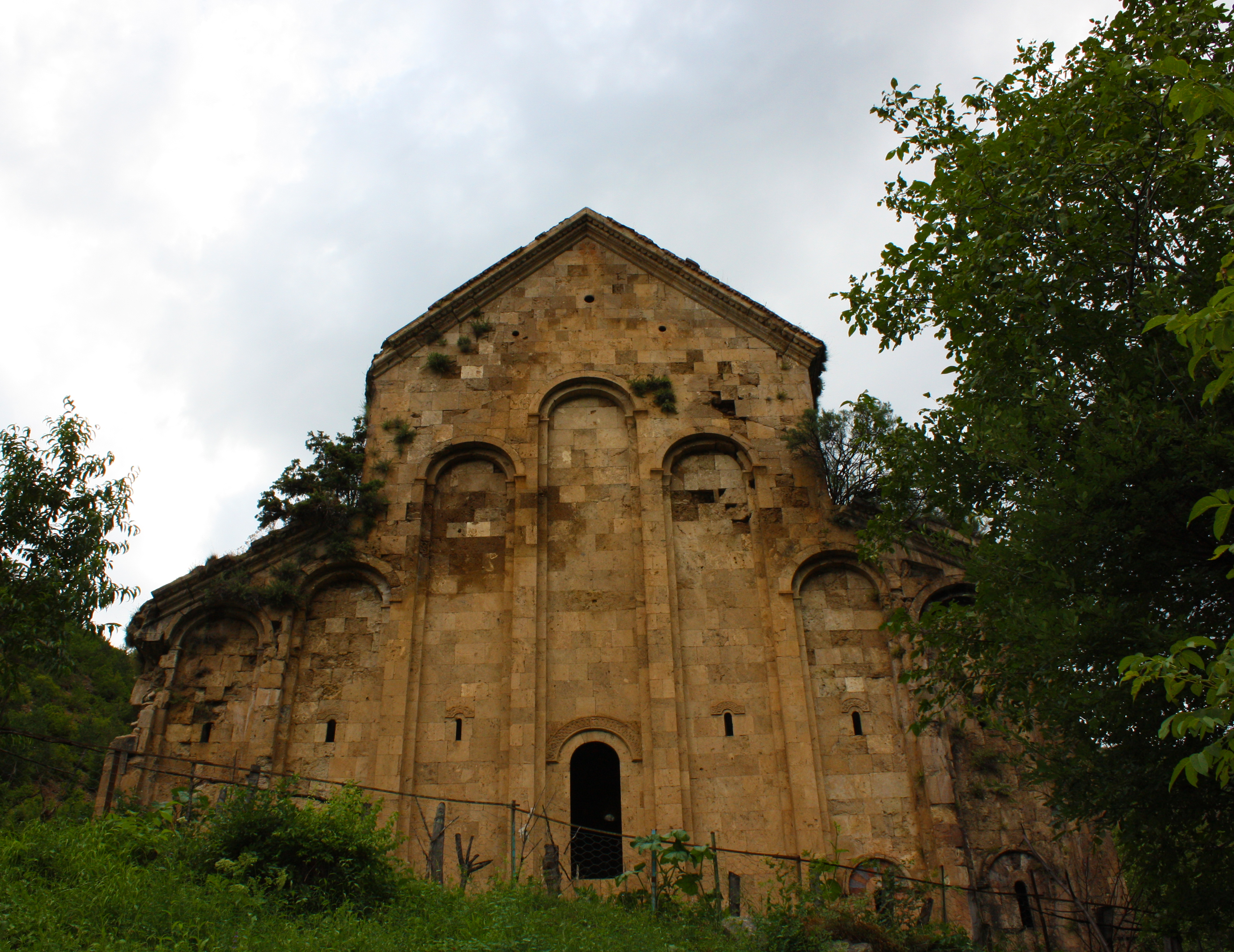
Руины церкви Отхта Эклессия (Церковь Четырех) X века
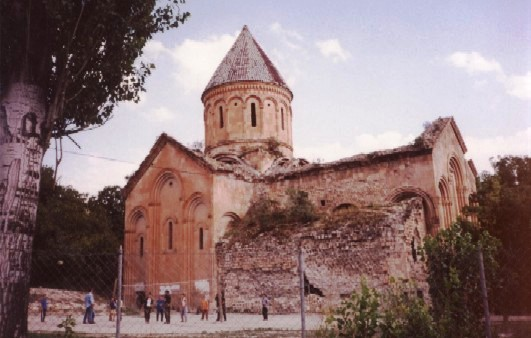
Православный кафедральный храм Ишхани IX века
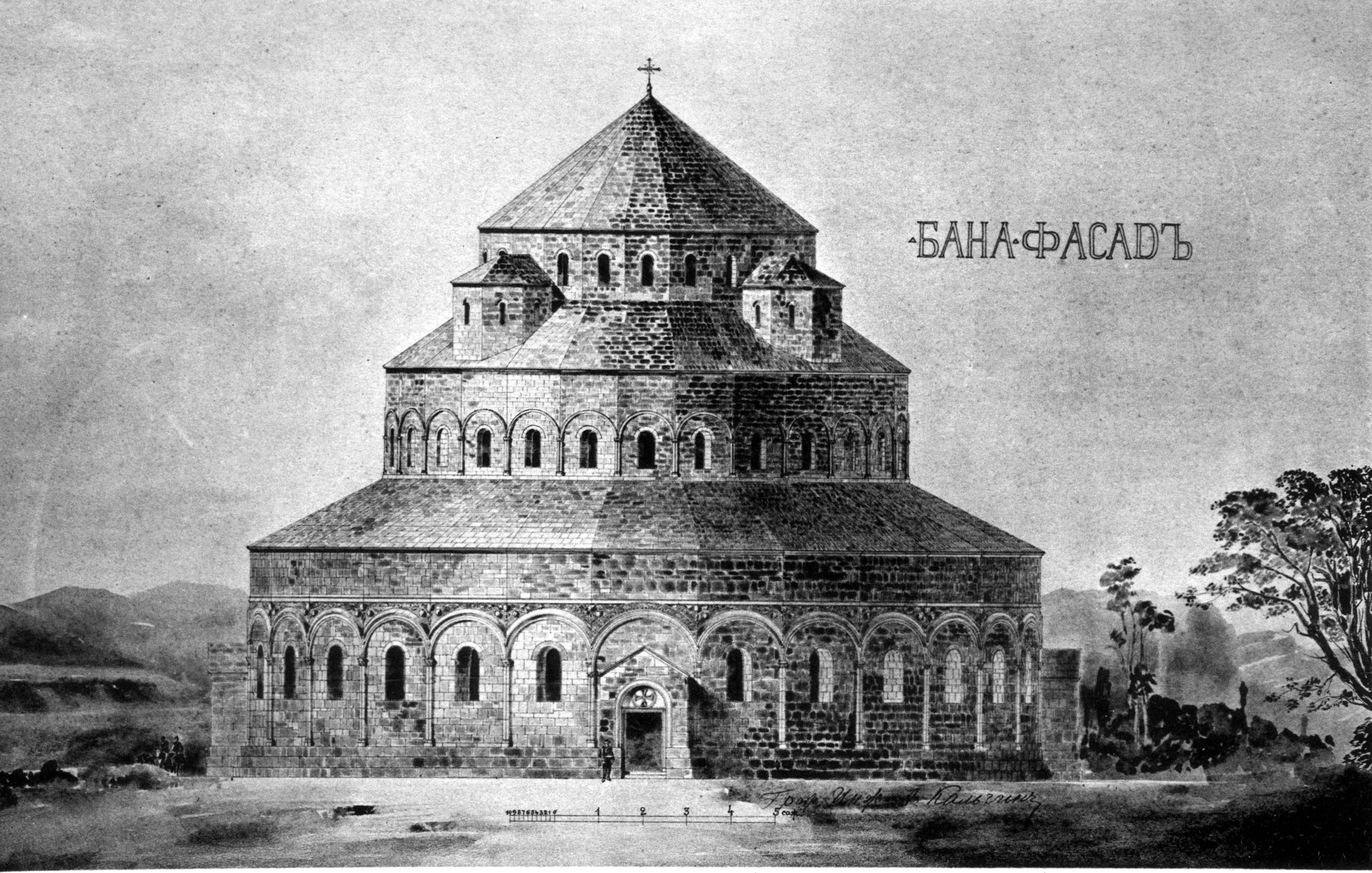
Чертеж реконструкции собора Бана, ок. 881–923 гг.

### Искусство и литература
В разных монастырских центрах возникли местные скриптории со своими традициями. Благодаря культурному подъёму в княжестве вскоре появилась блестящая плеяда грузинских писателей, ученых, художников, мастеров по оформлению книг, резчиков по камню и дереву, чеканки.. Среди деятелей науки и литературы выделяются такие представители Грузинской церкви, как: Григорий Хандзтийский, Георгий Мерчуле, Микаэл Модрекили и др. Лучшие образцы грузинской агиографии и гимнографии созданные монахами Тао-Кларджети: «Житие Григория Хандзтели», «Житие Серапиона Зарзмели», «Мученичества Михаила (Гоброна)», Гимны Микаэла Модрекили и других грузинских авторов включены в его «Иадгари». Из библейских книг, скопированных в Тао-Кларджети, сохранились кодексы: «Ошкский кодекс» (978 г.) — первый полный перевод Библии на грузинский язык, Книга Псалмов и несколько Четвероевангелий. В этот же период были написаны «Обращение Грузии» и «Житие святой Нины». В IX веке грузинское письмо «нусхури» (строчно-церковное) принимает вполне оформленный вид. В X веке появилась тенденция перехода с «нусхури» на «мхедрули» (гражданское письмо).

«Шатбердский сборник», 973 г.
Миниатюра из «Цкароставского четвероглава»
«Пархальский Многоглав»
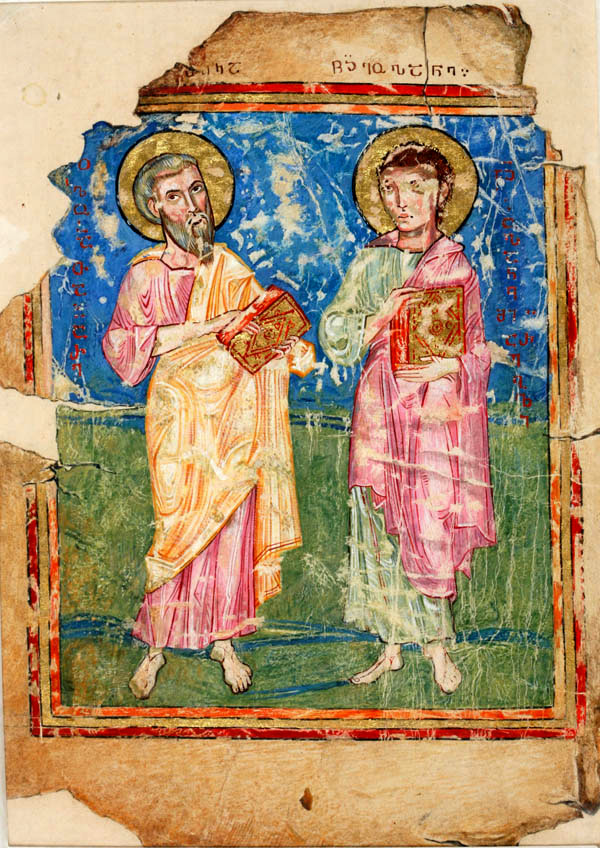
Миниатюра из «Адишского четвероглава», 897 г.

Наряду с развитием оригинального творчества интенсивно переводились труды с греческого, сирийского, арабского, армянского языков, дабы приобщить грузинскую культуру к новейшим достижениям литературы и науки. Одним из примеров этого является «Мудрость Балавара», которая представляет собой грузинскую адаптацию восточной легенды о Будде.

### Грузинские общины за рубежом
Одним из первых центров грузинской культуры за рубежом была в Палестине Сабацминдская лавра. Во второй половине X века была основана грузинская монастырская колония на Синайской горе. Значительным монастырским центром был основанный Иларионом Грузином монастырь Улумбo в Малой Азии. С начала IX века христианская Грузия в процессе борьбы с арабами и политического сближения с Византией постепенно меняла свою культурную ориентацию: с палестинских культурных центров она сместилась на собственно греческие. Вскоре после этого создаются первые грузинские монастырские общины в Греции. Иверский монастырь на Афоне превратился в крупнейший центр грузинской научной мысли и письменности. Блестящие представители этой школы (Иоанн, Евфимий, Георгий, Теофилэ и др.).

## Правители

### Происхождение Грузинских Багратидов
«Властитель, сын пророка Давида и господа помазанника нареченный ими Христос Бог да даст тебе в наследие царство свое».
Согласно современным представлениям династия Багратионов являются ветвью армянских Багратидов, мигрировавших из Армении в Грузию после безуспешного восстания против арабов (772/775 год).
Ряд учёных, в их числе Николай Адонц и Кирилл Туманов, родиной Багратионов считали провинцию Спери, пограничную область между Арменией и Грузией.
С. Рапп отмечает, что Багратиды после переселения в Тао-Кларджети очень скоро подверглись грузинской культурной ассимиляции. Академик Я. А. Манандян также отмечал о их происхождении:
Не говоря о Ширакской ветви Багратидов, заслуживает упоминания Кларджская или Артануджская ветвь этого дома. Дядя Ашота IV Мясоеда, Васак, бежавший после восстания 775 года в Кларджию, основал здесь Артануджское княжество. Преемникам его удалось расширить границы своих владений и завладеть Колавером и Ардаганом. Впоследствии, распространяясь на северо-восток по долине реки Куры, они завладели постепенно всей Грузией и здесь они стали основателями новой династии - грузинских Багратидов.Народные восстания в Армении против арабского владычества
После того, как грузинская ветвь обрела царскую власть в Грузии, легенда о их библейском происхождении помогла утвердить их легитимность в глазах грузинского народа и стала главной идеологической основой тысячелетнего правления династии Багратионов в Грузии.

### Список правителей
- Ашот I Великий — верховный князь (эрисмтавари) и куропалат (813—830),

830—842 — господство арабов
- Баграт I — верховный князь и куропалат (842—876),
- Давид I — верховный князь и куропалат (876—881),
- Гурген I — верховный князь и куропалат (881—891),
- Адарнасе II — царь и куропалат (888—923; 891—923),
- Давид II — титульный царь (923—937),
- Ашот II — титульный царь и куропалат (923—954; 937—954),
- Сумбат I — титульный царь и куропалат (954—958),
- Адарнасе V — куропалат (958—961),
- Баграт II — титульный царь (958—994),
- Давид III Великий — куропалат (978—1001),
- Гурген II — царь-царей (994—1008)

1001 — часть Тао отошли к Византии
- Баграт III — куропалат (1001—1014)

### Титулатура
После смерти Ашота I Куропалата княжество Тао-Кларджети разделили его наследники, и возникли две правящие ветви: Тао и Кларджети.
Ветвь Тао впоследствии также разделилась, и правление дома Багратионов характеризовалось "феодальной коллегиальностью". Замечательно, что практически все члены этого дома назывались "царями". Однако титул "куропалат картвелов" выделял одного из них как лидера, обладающего особыми отношениями с Византией.
В 888 году Адарнасе IV учреждает титул «царя картвелов», таким образом заменив местный главный титул «эриставт-эристави» («князь-князей») и византийский — «куропалат».
М. Лордкипанидзе считает — «царя картвелов» и «куропалата» — равными титулами, после чего она упоминает «эриставт-эриставов», которые номинально признавали власть царя, в то время как «артануджско-кларджетские государи» подчинялись «эриставт-эриставам» (линия Багратионов Верхнего Тао). Согласно И. Джавахишвили главе рода («куропалату» и «царю картвелов») подчинялись другие представители знати с титулами «эриставов» и «эриставт-эриставов». Последние были представлены должностными лицами при царском дворе.
Гурген II, отец Баграта III, титулуется «царём царей», что, по словам Сумбата, было обусловлено царствованием его сына Баграта в Абхазском царстве (с 978 года).

### Комментарии
1. ↑  или Картвельское княжество-куропалатство[3], с конца IX в. именовалось как Грузинское царство или Картвельское царство[4]
2. ↑  В византийских источниках (Константин Порфирородный, Лев Грамматик, Кедрин и др.) IX—XI вв — Тао-Кларджетское княжество именовалось как «Иберия» (греч. Ἰβηρία).[5] Точно так же армянские источники не используют термин «Тао-Кларджети», а вместо этого используют «Иберия» (арм. Վիրք, «Вирк»)[6].
3. ↑  «Царь» («мепе») в данном случае обозначает властелина, господина, суверена

### Первичные источники
- Сумбат Давитис-дзе. История и повествование о Багратионах. — Тбилиси: Мецниереба, 1979.
- Летопись Картли : [Текст] / Пер., введ. [с. 5-36] и примеч. Г. В. Цулая. — Тбилиси: Мецниереба, 1982. — 112 с. — 7000 экз.
- Георгий Мерчуле. Житие Григория Хандзтели. — Санкт-Петербург: Факультет восточных языков Санкт-Петербургского университета, 1911.
- Всеобщая история Степаноса Таронскаго Асохьика по прозванию: Писателя 11. стол. / Перевед. с армянскаго и об-яснена Н. Эминым. — М.: Типогр. Лазарев. Инст. восточ. языков, 1864.
- Константин Багрянородный. Об управлении империей. М.: Наука, 1991.
- Повествование вардапета Аристакэса Ластиверци / Пер. К. Н. Юзбашян. — М., 1960.
- Иоанн Скилица, Hans Thurn. Ioannis Scylitzae Synopsis historiarum. — Берлин: De Gruyter, 1973. — ISBN 978-3-11-002285-8.
- Егише. History of Vardan and the Armenian War. — Cambridge, Mass.: Harvard University Press, 1982. — ISBN 0-674-40335-5, 978-0-674-40335-2.
- Яхья Антиохийский. Histoire de Yahya-ibn-Sa'ïd d'Antioche, continuateur de Sa'ïd-ibn-Bitriq. — Paris: Didot, 1957. — ISBN 1-74009-002-0.
- Ованес Драсханакертци. История Армении / Перевод с древнеармянского М. О. Дарбинян-Меликян. — Ереван, 1984.

### Исследования
на английском языке
- E. Taqaishvili, edit. W. E. D. Allen. Georgian chronology and the beginning of Bagratid rule in Georgia // Georgica: a journal of Georgian and Caucasian studies / Georgian historical society. — London: Published by S. Austin & sons, ltd., 1935. — С. 9—27.
- Toumanoff, Cyril. Medieval Georgian historical literature. — Cosmopolitan Science & art Service Co., 1943.
- Toumanoff, Cyril. Studies in Christian Caucasian history (англ.). — Georgetown University Press, 1963.
- Toumanoff, Cyril. Armenia and Georgia (англ.) // The Byzantine Empire. 1. Byzantium and Its Neighbours. — 1966.
- Toumanoff, Cyril. CAUCASIA AND BYZANTIUM // Traditio. — 1971. — Т. 27. — С. 111–158. — ISSN 0362-1529. — JSTOR 27830918.
- Robert W. Edwards. The Vale of Kola: A Final Preliminary Report on the Marchlands of Northeast Turkey (англ.) // Dumbarton Oaks Papers. — 1988. — Vol. 42. — ISSN 0070-7546.
- T. A. Sinclair. Eastern Turkey : an architectural and archaeological survey. Vol. II (англ.). — London, 1989. — ISBN 978-1-904597-73-5.
- Nina G. Garsoian. The Oxford Dictionary of Byzantium (англ.) / Editor in chief Alexander P. Kazhan. — Oxford University Press, 1991. — Vol. 3.
- Robert H. Hewsen. The geography of Ananias of Sirak = (Ашхарацуйц). — Wiesbaden: Reichert Verlag, 1992. — ISBN 978-3-88226-485-2.
- Ronald Grigor Suny. The making of the Georgian nation (англ.). — 2nd ed. — Bloomington: Indiana University Press, 1994. — ISBN 0-253-35579-6.
- Stephen H Rapp. Imagining history at the crossroads: Persia, Byzantium, and the architects of the written Georgian past (англ.). — 1997.
- Donald Rayfield. The literature of Georgia : a history (англ.). — 2nd rev. ed. — Surrey: Curzon Press, 2000. — ISBN 0-7007-1163-5.
- Vassiliki Nerantzi-Varmazi. Byzantium and Iberia (6th-11th Centuries) (англ.) // PHASIS. — 2000. — Iss. 2—3. — P. 307–310. — ISSN 2346-8459. Архивировано 4 марта 2021 года.
- Stephen H. Rapp. Studies in medieval Georgian historiography : early texts and Eurasian contexts (англ.). — Lovanii: Peeters, 2003. — ISBN 90-429-1318-5.
- Donald Rayfield. Edge of empires : a history of Georgia (англ.). — London: Reaktion Books, 2012. — ISBN 978-1-299-19101-3.
- Stephen H. Rapp, Jr. Caucasia and the Second Byzantine Commonwealth: Byzantinization in the Context of Regional Coherence // An NCEEER Working Paper. — 2012. — С. 2.
- Stephen H. Rapp. The Sasanian world through Georgian eyes : Caucasia and the Iranian Commonwealth in Late Antique Georgian literature. — Surrey: Ashgate, 2014. — ISBN 978-1-4724-3935-2.
- Alexander Mikaberidze. Historical dictionary of Georgia. — Lanham, Md.: Scarecrow Press, 2007. — ISBN 978-0-8108-5580-9.

на грузинском языке
- Р. Метревели. История грузинской дипломатии (груз.). — Тб., 2003. — ISBN 978-99940-20-32-4.
- Литературное наследие Тао-Кларджети (груз.). — Тбилиси: Институт рукописей имени Корнелия Кекелидз, 2018. — 318 с. — ISBN 978-9941-9564-0-9.

на русском языке
- Б. Д. Греков. Очерки истории СССР: Период феодализма, IX-XV вв. / Институт истории (Академия наук СССР). — М.: Изд-во Академии наук СССР, 1953.
- Б. А. Рыбаков, СССР. Институт истории материальной культуры. Глава пятая Закавказье в период арабского владычества в VII—IX вв. // Очерки истории СССР: Кризис рабовладельческой системы и зарождение феодализма на территории СССР, III-IX вв. — Москва: Академия наук СССР, 1958.
- С. А. Плетнёва, Б. А. Рыбаков. Первобытнообщинный строй, Древнейшие государства Закавказья и средней Азии, Древняя Русь (до начала ХІІІв) // История СССР: с древнейших времён до наших дней : В двух сериях в двенадцати томах, / Академия наук СССР, Институт археологии. — М.: Издательство Наука, 1966.
- Тао-Кларджетское княжество // Большая советская энциклопедия : [в 30 т.] / гл. ред.  А. М. Прохоров. — 3-е изд. — М. : Советская энциклопедия, 1969—1978.
- Тао-Кларджетское княжество // Советская историческая энциклопедия : в 16 т. / под ред. Е. М. Жукова. — М. : Советская энциклопедия, 1973. — Т. 14 : Таанах — Фелео. — 1040 стб.
- Николай Бердзенишвили. История Грузии. — Тбилиси: Цодна, 1962.
- М. Лордкипанидзе, Д. Мусхелишвили. Грузия в IV—X веках // Очерки истории Грузии. — Тбилиси: Мецниереба, 1988. — Т. 2.
- Степаненко В. П. Апахуник в византийско-таоских отношениях в период мятежа Варды Склира (976—979) // Античная древность и средние века. — 1973. — Вып. 10. — С. 221. Архивировано 5 марта 2021 года.
- Вачнадзе М., Гурули В., Бахтадзе М. А. История Грузии (с древнейших времён и до наших дней) / ТГУ. — Тбилиси, 1993.
- В. Силогава. Тао-Кларджети. — Тбилиси: Изд-во Кавказского университета, 2006. — 891 с. — ISBN 99940-861-7-0. — ISBN 978-99940-861-7-7.
- Папаскири Зураб. Византийское содружество наций" и международное положение грузинских политических образований в первой половине x столетия // Кавказ и глобализация. — 2011. — № 3—4.
- Жордания Э.Г. Страна и мир в средневековой Грузии // Исторический журнал: научные исследования. — 2013. — Т. 6, вып. 6. — С. 541–549. — ISSN 2222-1972. — doi:10.7256/2222-1972.2013.6.10899.
- Д. А. Косоуров. К вопросу о датировке получения титула куропалата правителем Тао-Кларджети Давидом III // Античная древность и средние века. Вып. 46. — 2018. — С. 90–101. — ISSN 0320-4472.
- А. Ю. Виноградов, Д. А. Косоуров. Кто объединил Грузию? Давид Куропалат, Абхазское царство и Византийская империя // Античная древность и средние века. — 2019. — Т. 47. — С. 29–49. — doi:10.15826/adsv.2019.47.003.

на французском языке
- Броссе, Марий, Воронцов, Михаил Семёнович. Донесения об археологическом путешествии в Грузию и Армению (фр.). — Санкт-Петербург: Императорская Санкт-Петербургская академия наук, 1851.